# Thibaut Bourgeois
Thibaut Bourgeois (* 5. Januar 1990 in Maizières-lès-Metz) ist ein französischer ehemaliger Fußballspieler.

## Karriere

### Verein
Thibaut Bourgeois begann seine Karriere im Alter von sechs Jahren beim FC Pierrevillers, bis er 2000 als 10-jähriger zum FC Metz wechselte. Am 21. Mai 2007 unterschrieb er zusammen mit seinem Mannschaftskameraden Joris Delle seinen ersten Profivertrag bei Metz, der bis Juni 2010 datiert war. Doch erst am 19. Dezember 2008 absolvierte im Ligue-2-Spiel gegen ES Troyes AC sein Debüt, als er in der 57. Minute bei einem 0:3-Rückstand eingewechselt wurde und in der 71. Minute den 1:3-Treffer erzielte. Am Ende der Saison 2008/09 kam er auf sieben Einsätze und erzielte dabei zwei Tore. In der Saison 2009/10 bekam er deutlich mehr Einsatzchancen. Am 2. Oktober 2009 (9. Spieltag) lag sein Team gegen Stade Laval mit 0:2 zurück, bis Bourgeois innerhalb sieben Minuten zwei Tore erzielte und Pascal Johansen fünf Minuten vor Schluss einen Elfmeter zum 3:2-Sieg verwandelte. Der vom Verein erhoffte Aufstieg in die Ligue 1 sollte zum Ende der Saison jedoch nicht gelingen. Bourgeois kam in dieser Saison zu 25 Einsätzen und erzielte vier Tore. Die folgende Spielzeit sollte für Bourgeois etwas unbefriedigender verlaufen, der gebürtige Lothringer wurde in dieser Spielzeit in lediglich 10 Partien eingesetzt. Auch für seinen Verein lief es sportlich nicht rund. Der Abstieg in die dritte Liga konnte knapp verhindert werden. Ende August 2011 wechselte Bourgeois auf Leihbasis zum Drittligisten FC Martigues. Bourgeois stieg mit dem FCM zum Saisonende in die vierte Liga ab. Zur Folgesaison kehrte er dann nach Metz zurück, die in der Zwischenzeit wiederum in die dritte Liga abgestiegen waren. In dieser Spielzeit kam er auf 24 Ligaeinsätze und erzielte für seinen Verein fünf Tore. FC Metz stieg zur Saison 2013/14 in die Ligue 2 auf, wo Bourgeois auf lediglich neun Ligaeinsätzen kam. Am 8. Juli 2014 wechselte Bourgeois Ablösefrei zum CA Bastia. Nach einer enttäuschenden Saison auf Korsika mit nur 11 Spielen (0 Tore) wechselte er 2015 nach Belgien zum unterklassigen Verein FC Jeunesse Lorraine Arlon und 2016 weiter zum damaligen luxemburgischen Erstligisten UN Käerjéng 97 in die BGL Ligue. Ein Jahr später stieg er mit dem Verein in die zweitklassige Ehrenpromotion ab, Bourgeois erzielte dabei nur drei Tore in 20 Partien. Seit dem Abstieg absolvierte er in dieser Liga 87 Spiele für Käerjeng und erzielte dabei beachtliche 56 Treffer. Im Mai 2022 schaffte er dann endlich nach fünf Spielzeiten wieder den Aufstieg zurück in die BGL Ligue. Doch in der folgenden Spielzeit kam er nach diversen Verletzungen nur noch im Reserveteam zum Einsatz und so beendete er im Dezember 2022 seine aktive Karriere.

### Nationalmannschaft
Vom 18. bis 27. Mai absolvierte Bourgeois insgesamt fünf Testspiele für die französische U-20-Nationalmannschaft und erzielte dabei einen Treffer. Dieser fiel beim 4:1-Heimerfolg über Japan in Hyères.